# Học viện Khoa học và Nhân văn Israel

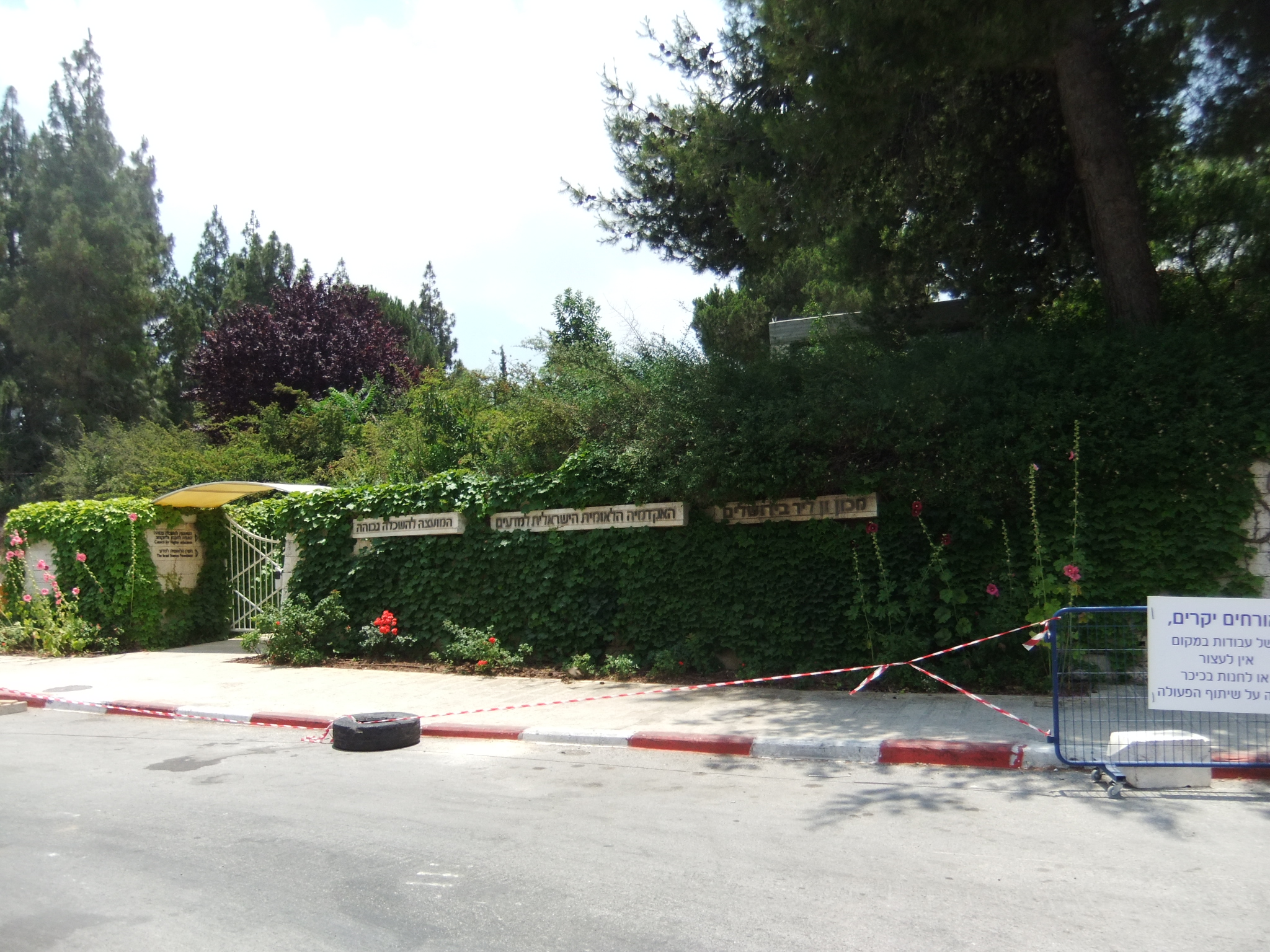
Học viện quốc gia

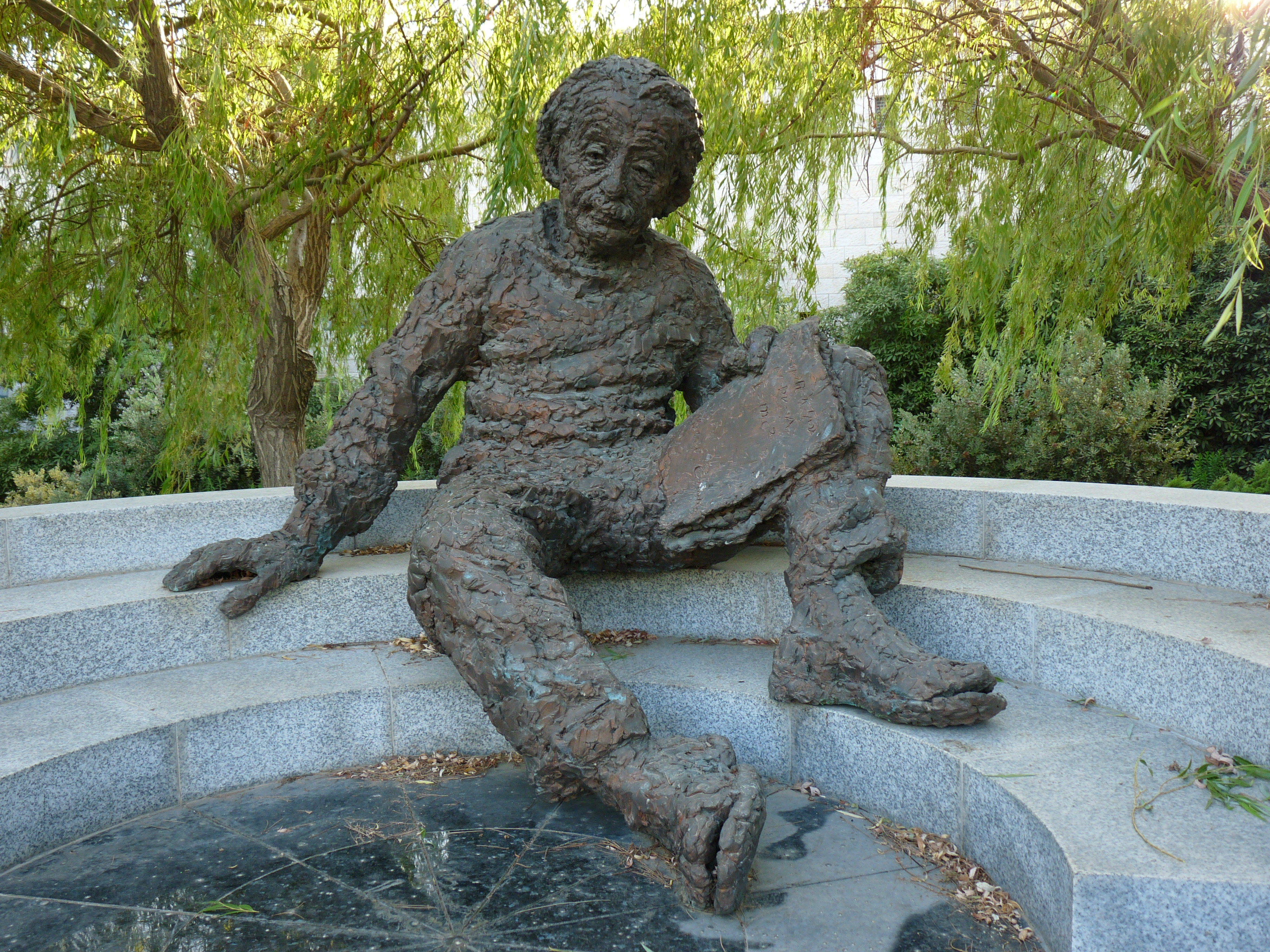
Tượng Albert Einstein.

Viện Hàn lâm Khoa học và Nhân văn Israel hay Học viện Khoa học và Nhân văn Israel, tiếng Do Thái: האקדמיה הלאומית הישראלית למדעים, tiếng Anh: Israel Academy of Sciences and Humanities (viết tắt là IASH), là viện nghiên cứu khoa học hàng đầu của Israel.
Viện có trụ sở tại Jerusalem, được thành lập vào năm 1961 bởi Nhà nước Israel để thúc đẩy liên lạc giữa các học giả từ các ngành khoa học và nhân văn ở Israel, để tư vấn cho chính phủ về các dự án nghiên cứu có tầm quan trọng quốc gia. Học viện bao gồm 102 học giả xuất sắc nhất của Israel.
Tòa nhà của Học viện tọa lạc ngay bên cạnh nơi ở chính thức của Tổng thống Israel và Hội đồng giáo dục đại học ở Israel trong Quảng trường Albert Einstein ở Jerusalem.
Viện là thành viên quốc gia của Hội đồng Khoa học Quốc tế (ISC) , và của Hội đồng Quốc tế về Khoa học (ICSU) trước đây. Học viện có tư cách quan sát viên tại cơ sở khoa học châu Âu, và có các chương trình trao đổi với hội hoàng gia Anh, viện hàn lâm Anh, viện hàn lâm Thụy Điển, và hội đồng nghiên cứu quốc gia Singapore.

## Hoạt động
Trong các ngành khoa học tự nhiên, học viện tài trợ kinh phí các dự án về địa chất học, hệ động thực vật của Israel, và tạo điều kiện cho sự tham gia của các nhà khoa học Israel nghiên cứu các dự án quốc tế, chẳng hạn như vật lý năng lượng cao tại CERN) và bức xạ synchrotron tại cơ sở bức xạ synchrotron châu Âu. Israel có mật độ các nhà khoa học và kỹ sư cao nhất trên thế giới ).
Trong ngành khoa học nhân văn, các lĩnh vực nghiên cứu được tài trợ gồm có nghiên cứu Tanakh và Talmud, lịch sử người Do Thái, triết học Do Thái, nghệ thuật người Do Thái, và tiếng Do Thái, cũng như thơ văn xuôi và thơ tiếng Do Thái.
Học viện quản lý quỹ học bổng Einstein, quỹ để thúc đẩy mối quan hệ giữa các nhà khoa học từ khắp nơi trên thế giới và các cộng đồng học thuật Israel, quỹ khoa học Israel, với một ngân sách hàng năm là 53 triệu USD, và số một quỹ nghiên cứu dựa trên các tài trợ từ quỹ Adler cho nghiên cứu vũ trụ, quỹ Wolf, và quỹ nghiên cứu y học Fulks. Học viện cũng quản lý trung tâm học thuật Israel tại Cairo, giúp các học giả Israel với nghiên cứu về Ai Cập và văn hóa Ai Cập, và tạo điều kiện hợp tác với các học giả Ai Cập.